# 中美恵
中 美恵（なか みえ、1961年 - ）は東京、大阪、新潟を中心に活動しているマクロビオティックの料理研究家。兵庫県出身。大学卒業後幼稚園に勤務したのち、マクロビオティックとの出会いで得た自身の経験、スクールで教える経験を活かし、「食」で女性がキレイ・健康になる手法を提唱している。
マクロビクッキングサロン 「mie'sレシピクッキングサロン（東京・表参道）」 主宰。マクロビクッキングスクール（大阪・新大阪）前校長。現在（2010年9月～）新潟県「十日町市観光大使」を務める。

## 著書
- 『中美恵のキレイになるマクロビ教室～食べるエステ』（監修　中広行） 講談社　2007年
- 『中美恵のキレイになるマクロビレシピ～月のリズムに合わせた食べ方』 （監修　中広行） 講談社　2008年
- 『中美恵のキレイになるマクロビ・ダイエット』（監修　中広行） 講談社　2010年
- 『子育てマクロビ教室～良い子が育つ食べ方』（監修　中広行） 講談社　2009年
- 『美しくなる食べ方～マクロビ美顔法』（監修　中広行） ソフトバンククリエイティブ　2009年
- 『マクロビダイエット～自然が教えてくれた究極のメソッド』（監修　中広行） ソフトバンククリエイティブ　2010年
- 『甘党だけのひそかな愉しみ』土屋書店　2007年
- 『かんたんマクロビ野菜レシピ』ぴあ　2008年